# Rudbeckia
Rudbeckia is een geslacht van planten uit de composietenfamilie (Asteraceae). Het geslacht is door Carl Linnaeus vernoemd naar Olaus Rudbeck en zijn zoon, de botanicus Olof Rudbeck de Jongere, beiden uit Uppsala.

## Taxonomie
In de loop van de tijd zijn ruim 110 Rudbeckia-soorten beschreven en benoemd. De meeste daarvan worden nu echter als synoniem van een al eerder gepubliceerde Rudbeckia beschouwd. Er worden nu nog ongeveer 25 soorten erkend.
De hier weergegeven lijst is gebaseerd op ITIS. Aanvullende gegevens, zoals een beknopte synonymie, zijn te vinden in de GRIN database.
Alleen de slipbladige rudbeckia en de ruige rudbeckia komen in België en Nederland voor.
- Rudbeckia alpicola
- Rudbeckia auriculata
- Rudbeckia bicolor
- Rudbeckia californica
- Rudbeckia fulgida
- Rudbeckia glaucescens
- Rudbeckia graminifolia
- Rudbeckia grandiflora
- Rudbeckia heliopsidis
- Rudbeckia hirta (ruige rudbeckia)
- Rudbeckia klamathensis
- Rudbeckia laciniata (slipbladige rudbeckia)
- Rudbeckia maxima
- Rudbeckia missouriensis
- Rudbeckia mohrii
- Rudbeckia mollis
- Rudbeckia montana
- Rudbeckia nitida
- Rudbeckia occidentalis
- Rudbeckia scabrifolia
- Rudbeckia subtomentosa
- Rudbeckia texana
- Rudbeckia triloba

## Gebruik
Voor gebruik in de tuin is een aantal soorten en cultivars populair.